# Plociella conspersa
Plociella conspersa is een keversoort uit de familie boktorren (Cerambycidae). De wetenschappelijke naam van de soort is voor het eerst geldig gepubliceerd in 1949 door Breuning.